# Memecylon natalense
Memecylon natalense är en tvåhjärtbladig växtart som beskrevs av Markgr.. Memecylon natalense ingår i släktet Memecylon och familjen Melastomataceae. Inga underarter finns listade i Catalogue of Life.